# Risoluzione 365 del Consiglio di sicurezza delle Nazioni Unite
La risoluzione 365 del Consiglio di sicurezza delle Nazioni Unite, adottata il 13 dicembre 1974, dopo aver ricevuto la risoluzione 2312 dell'Assemblea generale (che riguardava la questione di Cipro) e prendendo atto con soddisfazione dell'adozione unanime, il Consiglio ha approvato la risoluzione dell'Assemblea generale ed esorta le parti interessate ad attuarla quanto prima possibile, chiedendo al Segretario Generale di riferire sullo stato di avanzamento dell'attuazione della presente risoluzione.
Non sono stati forniti dettagli sulla votazione, la risoluzione afferma che è stata adottata "per consenso".